# Боботе
Боботе је насеље у Србији у општини Александровац у Расинском округу. Према попису из 2022. има 252 становника (према попису из 2011. било је 299 становника).

## Демографија
У насељу Боботе живи 315 пунолетних становника, а просечна старост становништва износи 47,3 година (45,7 код мушкараца и 48,9 код жена). У насељу има 110 домаћинстава, а просечан број чланова по домаћинству је 3,27.
Ово насеље је скоро потпуно насељено Србима (према попису из 2002. године), а у последња четири пописа, примећен је пад у броју становника.
|  |

| Демографија | Демографија | Демографија |
| Година      | Становника  | Становника  |
| ----------- | ----------- | ----------- |
| 1948.       | 537         |             |
| 1953.       | 549         |             |
| 1961.       | 556         |             |
| 1971.       | 516         |             |
| 1981.       | 473         |             |
| 1991.       | 424         | 420         |
| 2002.       | 360         | 366         |
| 2011.       | 299         |             |
| 2022.       | 252         |             |

| Етнички састав према попису из 2002.‍ | Етнички састав према попису из 2002.‍ | Етнички састав према попису из 2002.‍ | Етнички састав према попису из 2002.‍ | Етнички састав према попису из 2002.‍ |
| ------------------------------------ | ------------------------------------ | ------------------------------------ | ------------------------------------ | ------------------------------------ |
|                                      |                                      |                                      |                                      |                                      |
| Срби                                 | Срби                                 |                                      | 359                                  | 99,72%                               |
| непознато                            | непознато                            |                                      | 1                                    | 0,27%                                |

| Година пописа     | 1948. | 1953. | 1961. | 1971. | 1981. | 1991. | 2002. |
| ----------------- | ----- | ----- | ----- | ----- | ----- | ----- | ----- |
| Број домаћинстава | 86    | 89    | 96    | 104   | 116   | 121   | 110   |

| Број чланова      | 1  | 2  | 3  | 4  | 5  | 6 | 7 | 8 | 9 | 10 и више | Просек |
| ----------------- | -- | -- | -- | -- | -- | - | - | - | - | --------- | ------ |
| Број домаћинстава | 15 | 32 | 17 | 22 | 10 | 9 | 4 | 0 | 0 | 1         | 3,27   |

| Пол    | Укупно | Неожењен/Неудата | Ожењен/Удата | Удовац/Удовица | Разведен/Разведена | Непознато |
| ------ | ------ | ---------------- | ------------ | -------------- | ------------------ | --------- |
| Мушки  | 160    | 41               | 107          | 11             | 1                  | 0         |
| Женски | 164    | 26               | 109          | 28             | 1                  | 0         |
| УКУПНО | 324    | 67               | 216          | 39             | 2                  | 0         |

| Пол    | Укупно                    | Пољопривреда, лов и шумарство | Рибарство                            | Вађење руде и камена | Прерађивачка индустрија       |
| ------ | ------------------------- | ----------------------------- | ------------------------------------ | -------------------- | ----------------------------- |
| Мушки  | 104                       | 54                            | 0                                    | 0                    | 29                            |
| Женски | 71                        | 43                            | 0                                    | 0                    | 11                            |
| УКУПНО | 175                       | 97                            | 0                                    | 0                    | 40                            |
| Пол    | Производња и снабдевање   | Грађевинарство                | Трговина                             | Хотели и ресторани   | Саобраћај, складиштење и везе |
| Мушки  | 1                         | 2                             | 6                                    | 2                    | 3                             |
| Женски | 0                         | 0                             | 5                                    | 1                    | 0                             |
| УКУПНО | 1                         | 2                             | 11                                   | 3                    | 3                             |
| Пол    | Финансијско посредовање   | Некретнине                    | Државна управа и одбрана             | Образовање           | Здравствени и социјални рад   |
| Мушки  | 0                         | 1                             | 0                                    | 3                    | 1                             |
| Женски | 1                         | 4                             | 2                                    | 0                    | 2                             |
| УКУПНО | 1                         | 5                             | 2                                    | 3                    | 3                             |
| Пол    | Остале услужне активности | Приватна домаћинства          | Екстериторијалне организације и тела | Непознато            | Непознато                     |
| Мушки  | 0                         | 0                             | 0                                    | 2                    | 2                             |
| Женски | 0                         | 0                             | 0                                    | 2                    | 2                             |
| УКУПНО | 0                         | 0                             | 0                                    | 4                    | 4                             |